# 単語結合子
単語結合子（たんごけつごうし、WJ: word joiner）は、Unicodeの制御文字の一つである。
日本語などのわかち書きをしない言語においては、改行は文章の途中の任意の位置で行われるが、単語の途中など改行してほしくない箇所に単語結合子を入れることで、その場所では改行されなくなる。
このコードはUnicode バージョン3.2（2002年発行）でU+2060  word joiner (HTML: &#8288;)として定義された。それ以前より、Unicodeには同じ働きをするゼロ幅ノーブレークスペース(ZWNBSP: zero width no-break space)が存在していた。しかし、そのコードポイント U+FEFF はファイルの先頭のバイト順マークとしても使用されている。この曖昧さを避けるために、ゼロ幅ノーブレークスペースと完全に同じ意味と使用法を持つ単語結合子がUnicode 3.2で追加され、「単語結合の意味では新しい文字だけを使うことを強く推奨する」としている。